# Aprasia picturata
Espèce
Aprasia picturata est une espèce de geckos de la famille des Pygopodidae.

## Répartition
Cette espèce est endémique d'Australie-Occidentale.

## Publication originale
- Smith & Henry, 1999 : Aprasia picturata (Squamata: Pygopodidae), a new legless lizard from the interior of Western Australia. Journal of the Royal Society of Western Australia,  vol. 82, p. 75-77.